# 喬治·若阿尼代
喬治·若阿尼代（1922年7月5日—1990年3月9日）是美國中央情報局的一位前探員，曾主理情報局位於邁阿密的其中一個基地，負責支援古巴一系列的反巴蒂斯塔的組織，包括三一三革命指導委員會。甘迺迪總統遇刺後，若阿尼代主持了一個委員會負責調查遇刺事件及李·奧斯華，但當中部分文件直至千禧年後仍未公開，令事件成為懸案。